# Oddr Snorrason
Oddr Snorrason fue un monje benedictino del siglo XII del monasterio de Þingeyrar (Þingeyrarklaustur) en Islandia. Es el autor de una de las más famosas sagas reales de la literatura medieval escandinava: Óláfs saga Tryggvasonar (hacia 1190). Oddr usó trabajos previos de los escaldos Sæmundr fróði y Ari Þorgilsson así como Acta Sanctorum in Selio y muy posiblemente Historia de Antiquitate Regum Norwagiensium. Por otro lado, Snorri Sturluson usó el trabajo de Oddr para su Heimskringla, como hizo también el autor de Óláfs saga Tryggvasonar en mesta.